# Дом Ламарк
Ламарки или фон дер Марки — правители суверенного графства Марк на реке Рур в Рейнланде (основные центры — Хамм, Зост, Изерлон). После угасания в 1368 году первого Клевского дома унаследовали герцогство Клевское, а в начале XVI века — ещё и герцогство Юлих-Бергское, став крупной политической силой Верхнего Порейнья.

## Происхождение
Наряду с существующими по сей день графами Лимбург-Штирумами, Маркский дом является ветвью дома Альтена-Берг. Родоначальником его был Фридрих I (ум. 1199), граф Альтена с 1173 года, один из сыновей графа Альтена Эбергарда I, после смерти которого началось дробление графства Альтена. В доставшейся ему части графства Фридрих I в 1198/1199 году построил замок, получивший название Марк. Его сын, Адольф I (ум. 1249) перенес свою резиденцию в построенный замок, после чего графство стало называться Марк. При его потомках в XIV—XV веках род разделился на несколько ветвей.

## Старшая ветвь
В конце XIV века графы Маркские унаследовали после угасания первого Клевского дома герцогство Клевское. Законным наследником считался Энгельберт III, епископ Льежский, однако тот уступил герцогство младшему брату, Адольфу III, архиепископу Кёльнскому. Освобождённая Адольфом архиепископская кафедра после этого перешла к Энгельберту.
Потомки Адольфа правили Клевским герцогством на протяжении шести поколений, до 1609 года, когда смерть бездетного герцога Йоганна Вильгельма вызвала Войну за клевское наследство. Наиболее известен среди правителей Клевского дома был герцог Иоганн III, благодаря удачному браку присоединивший к своим владениям герцогство Юлих-Берг. От этого брака у него было четверо детей:
- Сибилла (1512—1554), супруга саксонского кюрфюрста Иоганна Фридриха Великодушного;
- Анна (1515—1557), четвёртая супруга короля Генриха VIII Английского;
- Вильгельм (1516—1592), предпоследний герцог Юлих-Клеве-Бергский, женат на дочери императора Фердинанда I; их единственный сын бездетен;
- Амалия (1517—1586), умерла незамужней.

## Неверская ветвь
Герцог Иоганн I Клевский (1419—1481) благодаря браку с Елизаветой Неверской (внучкой младшего сына Филиппа Смелого) унаследовал владения её отца, включая графства Невер, Осер и Ретель. Эти земли он передал младшему сыну Энгельберту, который основал неверскую ветвь Клевского дома. Для его внука Франсуа графство Невер было возведено в 1539 году в степень герцогства.
Неверско-Клевский дом состоял в близких отношениях с Бурбонами: Энгельберт был женат на дочери графа Вандомского, его сын Шарль — на одной из последних представительниц южнофранцузского рода Альбре, первый герцог Неверский — на сестре Антуана де Бурбона, его сын — на кузине последнего, дочери герцога Бурбон-Монпансье. Из-за ранней смерти сыновей герцога Франсуа де Невера его наследницами стали дочери (по матери приходившиеся двоюродными сестрами Генриху IV):
- Генриетта Клевская (1542—1601), герцогиня Неверская, супруга Лодовико Гонзага; их потомки унаследовали Невер и Ретель;
- Екатерина Клевская, графиня д’Э (1548—1633), супруга принца Антуана де Круа и знаменитого Генриха Гиза, который выстроил для неё дворец в Э;
- Мария Неверско-Клевская, графиня де Бофор (1553—1574), умерла вскоре после брака с вторым принцем Конде.

## Аренбергская ветвь
Ламарками назывались также потомки младшего брата кёльнского архиепископа Энгельберта III, Эбергарда фон дер Марка, который в 1424 году в дополнение к наследственной баронии Аренберг (в нынешней Германии) купил стратегически расположенный Седан в Арденнах. Последний граф Аренберг верно служил Габсбургам; он умер в Брюсселе в 1544 году. Аренберг наследовали потомки его сестры от брака с бароном Линем. В Испанских Нидерландах они носили титул имперских князей, а с 1645 года — и герцогов Аренбергских.

## Седанская ветвь
Седанские Ламарки происходят от среднего сына старшего наследника Эбергарда фон дер Марка, которому в наследство достался вышеупомянутый Седан. По поручению льежских епископов они также осуществляли доверительное управление Буйоном, а впоследствии стали притязать и на титул герцога Буйонского:
- Младший сын основателя этой ветви, кардинал Эрар де Ламарк (1472—1538), правил Льежским епископством в период его наивысшего расцвета (пока не был переведён на архиепископскую кафедру в Валенсию).
- Племянник его, Робер III де Ламарк (1491—1537), — маршал Франции, один из ведущих полководцев Франциска I в Итальянских войнах (при Мариньяно под ним убило лошадь), также известен как автор анекдотов из придворной жизни. Жена — племянница кардинала Амбуаза.
- Сын предыдущего, Робер IV де Ламарк (1512—1556), — также маршал Франции (1547), зять Дианы де Пуатье, с одобрения короля именовал себя герцогом Буйонским. Последние годы провёл в испанском плену, где, несмотря на предложенный выкуп в 100 тысяч экю, был отравлен.
- Сын предыдущего, Анри Робер де Ламарк (1539-74), — первый князь Седанский, зять герцога Монпансье (из клана Бурбонов), принял кальвинизм. Сёстры его были за коннетаблем Монморанси, за герцогом Жаком Неверским и за графом Люксембургом-Линьи.

Сын Анри Робера умер в 1588 году в Женеве холостым, а единственная его сестра состояла в бездетном браке с маршалом Латуром. Имущество Ламарков было объявлено выморочным, хотя права на него заявлял граф Молеврье (младший брат Анри Робера). В конечном счёте Генрих IV признал наследниками Седана и прав на Буйон детей маршала Латура от брака с дочерью Вильгельма Оранского (среди которых — будущий маршал Тюренн).

## Вестфальская ветвь
Самая младшая ветвь рода происходила от брата основателя седанской ветви — Гийома де Ламарка по прозвищу «Арденнский вепрь». Он был обезглавлен в 1485 году в Маастрихте по обвинению в убийстве епископа льежского из рода Бурбонов, на место которого прочил посадить своего сына. Об этих событиях повествует роман Вальтера Скотта «Квентин Дорвард» (1823), правда, перенеся время действия на 1468 год. Его правнук Гийом II де Ламарк — крупная фигура времён Нидерландской революции, адмирал гёзов и штатгальтер Голландии (1572).
В XVII веке Ламарки этой линии приобрели графство Шлайден в Вестфалии. Людвиг Питер фон дер Марк (1674—1750) — французский посол в Швеции, зять герцога Рогана и, по слухам, внебрачный сын кардинала Фюрстенберга. Его сын и тёзка — последний из Ламарков, фельдмаршал Священной Римской империи — умер в 1773 году, оставив единственную дочь, наследницу Шлайдена, супругу герцога Аренберга из дома Линь. Потомство их младшего сына продолжило именоваться графами фон дер Марк и в XIX веке.